# Серый мангуст
Серый мангуст (лат. Paracynictis selousi) — вид млекопитающих из семейства мангустовых (Herpestidae).
Распространен от Анголы на западе до Малави на востоке. Живёт в саваннах и лесистых местностях (с небольшой плотностью деревьев), отсутствует в лесах и засушливых районах.
Вид назван в честь Фредерика Кортни Селуса (англ. Frederick Courtney Selous, 1851—1917), исследователя Зимбабве, который в течение 30 лет был охотником и собрал множество образцов естественной истории. Селус впервые прибыл в Южную Африку в 1871 году. Он опубликовал множество книг о своих путешествиях и подвигах на охоте.
Длина тела 39—47 см, длина хвоста 28—40 см, вес 1,4—2,2 кг.
Верхняя часть тела тускло-коричнево-серая, лапы тёмные. Полос и пятен на теле нет. Имеет только четыре пальца на каждой конечности. Когти длинные и слегка согнуты. Эта особенность связана со способностью копать. Paracyniclis selousi может защитить себя путём выделения вещества с сильным запахом с его анальных желез; белый кончик хвоста, который делает животных видимыми ночью, может служить предупреждением о такой возможности.
Проживает в лабиринте нор собственной конструкции. Это наземный, ночной вид, но наблюдался на поверхности земли и днём. Был описан как пугливый и скрытный. Питается насекомыми и другими членистоногими, лягушками, ящерицами, мелкими грызунами. Пожалуй, каждая особь строит свою собственную систему нор; также этому мангусту свойственна небольшая социальная активность.
На основе ограниченных данных, предполагается, что роды происходят в тёплые, влажные месяцы, вероятно, с августа по март, и размер приплода составляет два-четыре детёныша.
Серьёзных угроз для вида нет. Он встречается в нескольких природоохранных территориях.